# George Stevens
George Stevens (Oakland, 18 de dezembro de 1904 —- Lancaster, 8 de março de 1975) foi um diretor, produtor e roteirista de cinema norte-americano.

## Primeiros anos
Filho de um casal de atores (o seu pai Landers Stevens ganhou alguma notoriedade como ator do cinema mudo), e cedo pisou os palcos teatrais. Ainda adolescente, ganhou um especial interesse pela fotografia.
Com 17 anos, empregou-se em Hollywood como assistente de câmara, não demorando a ser promovido a cameraman principal, por influência do produtor Hal Roach, que o colocou a trabalhar em algumas comédias de Stan Laurel e Oliver Hardy como Two Tars de 1928 e Big Business de 1929. Em 1930, estreou-se como realizador, rodando dois curtas-metragens simultâneas: Ladies Last e The Kickoff. Foi nos estúdios da RKO Pictures que fez o seu primeiro longa-metragem: The Cohens and Kellys in Trouble de 1933. Entre 1933 e 1934, Stevens foi um dos realizadores mais profícuos de Hollywood, realizando onze títulos.

## O sucesso
O seu primeiro filme de sucesso foi Alice Adams (Sonhos Dourados, 1935), onde fez uma recriação do dia-a-dia de uma pequena cidade norte-americana cuja personagem principal (interpretada por Katharine Hepburn) tenta melhorar as suas condições de vida através de um casamento de interesse, acabando por se apaixonar por um rapaz humilde (Fred MacMurray). O realizador enveredou depois pelo musical, dirigindo a dupla Fred Astaire -Ginger Rogers em Swing Time (Ritmo Louco, 1936). As opções de Stevens resultavam bem em termos de bilheteira. Comprovou-o em Gunga Din de 1939, um filme de aventuras desenrolado na Índia, em finais do Século XIX, e centrado na história de três sargentos ingleses (Cary Grant, Douglas Fairbanks Jr. e Victor McLaglen) que fogem da perseguição de um culto de assassinos.
Seguiram-se outros filmes que ajudaram a estabelecer uma sólida reputação à sua carreira: Woman of the Year (A Primeira Dama, 1942) foi o primeiro filme em conjunto do futuro casal Spencer Tracy e Katharine Hepburn e The More the Merrier (Gentes a Mais… Casas a Menos, 1943), que conferiu a Stevens a sua primeira nomeação para o Óscar de Melhor Realizador. Durante a Segunda Guerra Mundial, foi operador de câmara do exército norte-americano, tendo filmado momentos cruciais como o desembarque do exército aliado nas praias da Normandia e a libertação dos prisioneiros judeus do campo de concentração de Dachau.
Voltou ao activo com I Remember Mama (O Seu Grande Mistério, 1948), um melodrama sobre um casal de imigrantes nórdicos que tenta iniciar uma nova vida nos Estados Unidos. A década de 1950 foi a mais frutuosa para Stevens. Venceu o seu primeiro Óscar por A Place in the Sun (Um Lugar ao Sol, 1951), um retrato cru da moral norte-americana, que venceu seis Óscares e que guindou ao estrelato os actores Montgomery Clift e Elizabeth Taylor. Seguiram-se Shane de 1953, um clássico dos westerns sobre um herói solitário (Alan Ladd) que protege uma família das investidas de um poderoso fazendeiro, e aquela que foi considerada como a sua obra-prima, a saga Giant (O Gigante / Assim caminha a humanidade, 1956), que retrata o confronto entre um barão de gado (Rock Hudson) e um milionário do petróleo (James Dean), que valeu a Stevens novo Óscar. A partir daí, rodou mais três filmes: The Diary of Anne Frank (O Diário de Anne Frank, 1959), The Greatest Story Ever Told (A Maior História de Todos os Tempos, 1965, com Max von Sydow) e The Only Game in Town (Quando o Jogo É o Amor, 1970).
Morreu vítima de ataque cardíaco. Tem uma estrela na Calçada da Fama, em  1701 Vine Street.

## Filmografia

### Como diretor
- 1970 – The Only Game in Town
- 1965 – The Greatest Story Ever Told
- 1959 – The Diary of Anne Frank
- 1956 – Giant
- 1953 – Shane
- 1952 – Something to Live For
- 1951 – A Place in the Sun
- 1948 – I Remember Mama
- 1945 – The Nazi Plan
- 1945 – Nazi Concentration Camps
- 1945 – That Justice Be done (curta-metragem)
- 1943 – The More the Merrier
- 1942 – The Talk of the Town
- 1942 – Woman of the Year
- 1941 – Penny Serenade
- 1940 – Vigil in the Night
- 1939 – Gunga Din
- 1938 – Vivacious Lady
- 1937 – A Damsel in Distress
- 1937 – Quality Street
- 1936 – Swing Time
- 1935 – Annie Oakley
- 1935 – Alice Adams
- 1935 – The Nitwites
- 1935 – Laddie
- 1935 – Hunger Pains (curta-metragem)
- 1934 – Ocean Swells (curta-metragem)
- 1934 – Bachelor Bait
- 1934 – Hollywood Party
- 1934 – Cracked Shots (curta-metragem)
- 1934 – Kentucky Kernels
- 1934 – The Undie–World  (curta-metragem)
- 1933 – A Divorce Courtship (curta-metragem)
- 1933 – Grin and Bear It (curta-metragem)
- 1933 – What Fur (curta-metragem)
- 1933 – Flirting in the Park (curta-metragem)
- 1933 – Quiet Please! (curta-metragem)
- 1933 – Room Mates (curta-metragem)
- 1933 – The Cohens and Kellys in Trouble
- 1933 – Should Crooners Marry (curta-metragem)
- 1933 – Rock-a-Bye Cowboy (curta-metragem)
- 1933 – Family Troubles (curta-metragem)
- 1932 – Boys Will Be Boys (curta-metragem)
- 1932 – The Finishing Touch (curta-metragem)
- 1932 – Who, Me? (curta-metragem)
- 1931 – The Kickoff (curta-metragem)
- 1931 – Mama Loves papa (curta-metragem)
- 1931 – Call a Cop! (curta-metragem)
- 1931 – Air-Tight (curta-metragem)
- 1931 – High Gear (curta-metragem)
- 1931 – Blood and Thunder (curta-metragem)
- 1930 – Ladies Last (curta-metragem)

### Como roteirista
- 1965 – The Greatest Story Ever Told
- 1935 – The Nitwits (não creditado)
- 1933 – Grin and Bear It
- 1933 – What Fur
- 1933 – Flirting in the Park
- 1933 – Quiet Please!
- 1933 – Pick Me Up
- 1933 – Alias the Professor
- 1933 – The Trail of Vince Barnett
- 1933 – Hunting Trouble
- 1933 – Rock-a-Bye Cowboy
- 1933 – Family Troubles
- 1932 – Hesitating Love
- 1932 – The Finishing Touch (1932)
- 1932 – Yoo-Hoo
- 1930 – Doctor's Orders

### Como produtor
- 1965 – The Greatest Story Ever Told
- 1959 – The Diary of Anne Frank
- 1956 – Giant
- 1953 – Shane
- 1952 – Something to Live For
- 1951 – A Place in the Sun
- 1948 – I Remember Mama
- 1943 – The More the Merrier
- 1942 – The Talk of the Town
- 1941 – Penny Serenade
- 1940 – Vigil in the Night
- 1939 – Gunga Din
- 1938 – Vivacious Lady

## Prêmios e nomeações
Oscar
- Recebeu seis nomeações na categoria de Melhor Filme, por The Talk of the Town (1942), The More the Merrier (1943), A Place in the Sun (1951), Shane (1953), Giant (1956) e The Diary of Anne Frank (1959).
- Recebeu cinco nomeações na categoria de Melhor Realizador/Diretor, por The More the Merrier (1943), A Place in the Sun (1951), Shane (1953), Giant (1956) e The Diary of Anne Frank (1959); venceu por A place in the Sun e Giant.
- Ganhou o Prémio Irving G. Thalberg, concedido pela Academia em 1954.

Globo de Ouro
- Recebeu três nomeações na categoria de Melhor Realizador/Diretor, por A Place in the Sun (1951), Giant (1956) e The Diary of Anne Frank (1959).

Festival de Cannes
- Indicado à Palma de Ouro por The Diary of Anne Frank (1959).
- Indicado ao Grande Prêmio do Festival por A Place in the Sun (1951).

Festival de Veneza
- Recebeu a Recomendação Especial por Vivacious Lady (1938) e por sua contribuição artística.